# 슈타인쥐
슈타인쥐 또는 작은가시쥐(Rattus steini)는 시궁쥐속에 속하는 설치류의 일종이다. 서뉴기니와 인도네시아, 파푸아뉴기니에서 발견된다. 종소명과 일반명은 뉴기니섬 동물군에 대해 연구를 한 독일의 동물학자 슈타인(Georg Hermann Wilhelm Stein)의 이름에서 유래했다.